# 圖里夫卡 (茲古里夫卡區)
50°30′53″N 31°58′40″E / 50.51472°N 31.97778°E

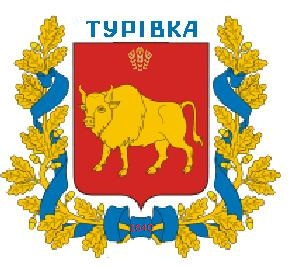

圖里夫卡（烏克蘭語：Турівка）是位於烏克蘭北部的村莊，由基辅州布羅瓦里區的茲胡里夫卡市鎮負責管轄。該村始建於1640年，面積2.84平方公里，海拔高度121米，人口404，人口密度每平方公里207.8人。